# Demokratyczna Lista Nazaretu
Demokratyczna Lista Nazaretu (hebr.: רשימה דמוקרטית של נצרת, Reshima Demokratit shel Natzrat) – partia polityczna w Izraelu, jedyne arabskie ugrupowanie, które posiadało swych reprezentantów w pierwszym Knesecie (1949−1951). Demokratyczna Lista Nazaretu była powiązana i wspierana finansowo przez największą ówczesną partię polityczną Izraela, Mapai Dawida Ben Guriona. Jej siedzibą główną był Nazaret, największe zamieszkane w większości przez Arabów miasto w Izraelu.

## Historia
W wyniku wyborów w 1949 roku, partia uzyskała 1,7% głosów. Dało jej to 2 miejsca w Knesecie. Była ona reprezentowana w izbie przez lidera listy, Amina Salima Dżardżurę oraz przez Sajfa ad-Dina az-Zubiego. Ugrupowanie było blisko związane z Mapai, ponieważ Ben Gurion zdecydował się włączyć izraelskich Arabów do życia politycznego państwa żydowskiego. Próbował on udowodnić, że oba narody mogą ze sobą koegzystować. Na przełomie lat 40. i 50. XX wieku pojawiło się kilka innych partii arabskich, powiązanych z Mapai. Demokratyczna Lista Nazaretu była pierwszą z nich. Sabri Jiryis pisał o politycznej aktywizacji izraelskich Arabów tak: 
„Decyzja Mapai, dotycząca rozpoczęcia politycznej aktywności pośród Arabów została podjęta z pewnym wahaniem. W jej historii lub ideologii nie było nic, co mogłoby przyciągnąć Arabów lub zapewnić partii ich poparcie. Na początku, partia nawet nie akceptowała Arabów jako swoich członków, na gruncie twierdzenia, że żaden Arab nie może być lojalnym członkiem partii syjonistycznej. „Eksperci” partyjni ds. arabskich zasugerowali jednak wkrótce rozwiązania tych i innych trudności. Arabski udział w polityce miał przybrać formę specjalnych list tworzonych przed każdymi wyborami na bazie miejsca zamieszkania lub wyznawanej odmiany religii kandydatów. Aparat partyjny gwarantował finansowe wsparcie tych list, „uwalniając” je od konieczności tworzenia własnego aparatu. Lojalność tych kandydatów, którym udało się dostać do parlamentu oraz wsparcie dla pozycji partii był więc zagwarantowana”.
 Z racji bliskich związków z Mapai, Demokratyczna Lista Nazaretu popierała pierwszy i drugi rząd Izraela (oba z Ben Gurionem jako premierem).
Przed wyborami w 1951 roku Demokratyczna Lista Nazaretu została rozwiązana. Większość jej członków (m.in. az-Zubie) przeszła do nowo powstałego ugrupowania – Demokratycznej Listy Izraelskich Arabów. Dżarodża nie powrócił do ław Knesetu, zamiast tego został w 1954 roku burmistrzem Nazaretu (w 1959 roku zastąpił go na tym stanowisko Sajf ad-Din az-Zubi).

## Politycy

### Posłowie wpierwszym Knesecie
Posłowie wybrani w wyborach w 1949: Sajf ad-Din az-Zubi, Amin Salim Dżardżura